# 塔克敦巴什河
塔克敦巴什河，也作红其拉甫河，位于中华人民共和国新疆维吾尔自治区喀什地区塔什库尔干塔吉克自治县西南地区的一条河流，是塔什库尔干河源流之一，发源于喀喇昆仑山脉红其拉甫达坂附近的红其拉甫冰川，先由西向东流约8千米后转东北流，再流11千米后转西北流，于达布达尔乡沙木拉村附近与喀拉其库尔河汇合，汇合口以下即为“塔什库尔干河”。河流全长71千米，流域面积约1623平方千米，年均径流量约2.7亿立方米。著名的“中巴友谊公路”，沿塔克敦巴什河溯流而上，穿越红其拉甫达坂进入巴基斯坦，是中国与巴基斯坦唯一的陆路进出口通道，原红其拉甫口岸（现迁至塔什库尔干县城南郊）就位于距红其拉甫达坂17千米的塔克敦巴什河左岸。